# Wilhelm Schickard
Wilhelm Schickard, né le 22 avril 1592 à Herrenberg, mort de la peste bubonique le 23 ou 24 octobre 1635 à Tübingen, est un pasteur et universitaire souabe.
Il fut redécouvert en 1957 quand Dr Franz Hammer, écrivain biographe de Johannes Kepler, annonça la découverte de deux lettres perdues et oubliées pendant plus de trois siècles qui décrivaient une horloge à calculer. Hammer extrapola ses hypothèses et déclara que si cette machine n'avait pas été oubliée et si ses dessins n'avaient pas été perdus pendant plus de trois siècles, elle aurait été considérée comme la première machine à calculer puisqu'elle précédait de vingt ans l'invention de Pascal, la Pascaline.  
Cependant, les faits contredisent les spéculations de Hammer : les dessins de cette machine avaient été publiés dès 1718 et au moins une fois par siècle après cela ; la machine de Schickard n'était pas finie et des roues et des ressorts furent ajoutés pour faire marcher les premières reproductions et de plus elle utilisait un système de report de retenue à une dent qui n'était pas adéquat pour une machine construite à cette époque,. Ce fut le premier des cinq essais infructueux de construire une machine à calculer en utilisant les rouages et le principe d'une horloge à calculer au XVIIe siècle, d'abord par Schickard puis par un horloger de Rouen vers 1643 suivi des trois machines qui nous sont parvenues, celles de Burattini, Morland et Grillet (voir Calculatrice mécanique : Horloges à calculer imparfaites).

## Historique

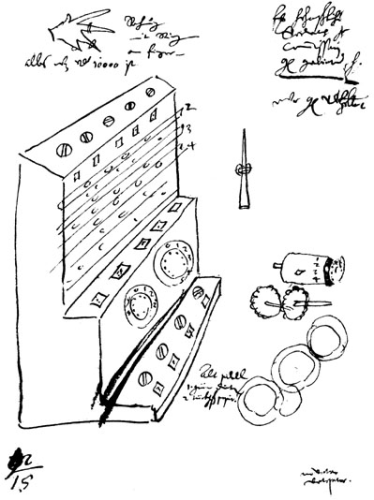
Dessin d'une des deux lettres

En 1623, Schickard envoya une lettre à son ami Johannes Kepler dans laquelle il décrit, avec un dessin à l'appui, l'invention de ce qu’il appela une horloge calculante dont la moitié supérieure était composée d'un ensemble de bâtons de Napier pour les multiplications et les divisions, et dont la moitié inférieure utilisait des roues dentées liées par un système de report de retenue pour les additions et les soustractions.  
Johannes Kepler a lui-même utilisé, pour ses calculs, une autre invention de John Napier : les tables de logarithmes.  Pour le remercier d'avoir facilité son travail, il dédia ses éphémérides à John Napier.
Un an plus tard, dans une seconde lettre datée de 1624, on apprend que la première machine qui devait être construite par un professionnel fut détruite, à moitié finie, dans un incendie et qu'il abandonnait son projet. 
Mis à part ces deux lettres et quelques notes d'instructions rien ne reste de cette machine.
En 1718 le premier écrivain biographe de Kepler, Michael Hansch, publia un livre des lettres de Kepler qui contenait les dessins de la machine de Schickard.  En 1899 la machine de Schickard fut évoquée dans Stuttgarter Zeitschrift für Vermessungswesen et en 1912 les esquisses et les notes de Schickard furent publiés dans le magazine Nachrichten des Württembergischen Vermessungstechnischen Vereins ; la machine de Schickard n'avait pas été oubliée pendant plus de 3 siècles, contrairement à l'argument principal de Hammer.
Elle fut reconstruite en 1960 grâce aux deux dessins de ces lettres. La construction de la réplique, après l'ajout de roues et de ressorts qui ne se trouvent ni dans les dessins, ni dans les explications de Schickard, montra que le système de propagation des retenues pouvait endommager la machine dans certaines configurations (par exemple quand on ajoute 1 à 9 999).

### Sources bibliographiques
- Jean Marguin, Histoire des instruments et machines à calculer, Hermann, 1994, 99 p. (ISBN 978-2-7056-6166-3)
- René Taton, Le Calcul mécanique, Presses universitaires de France, 1949
- (en) Lynne Gladstone-Millar, John Napier : Logarithm John, National Museums Of Scotland, 2003, 56 p. (ISBN 978-1-901663-70-9)
- (en) Eric G. Swedin et David L. Ferro, Computers : The Life Story of a Technology, Greenwood, 2005, 166 p. (ISBN 978-0-313-33149-7, lire en ligne)
- (en) Michael R. Williams, History of Computing Technology, Los Alamitos, California, IEEE Computer Society, 1997, 426 p. (ISBN 0-8186-7739-2)
- (de) Siegmund Günther, « Schickard: Wilhelm S. », dans Allgemeine Deutsche Biographie (ADB), vol. 31, Leipzig, Duncker & Humblot, 1890, p. 174-175
- Wilbur Applebaum et Charles Coulston Gillispie, Schickard, Wilhelm : Dictionary of Scientific Biography, vol. 12: Ibn Rushd – Jean-Servais Stas, New York, Charles Scribner's Sons, 1975, p. 162–163